# Ураган (альбом)
«Ураган» — шестой студийный альбом российской рок-группы «Агата Кристи», записанный в 1996 году. В 1997 году он занял 9 место по самым продаваемым отечественным альбомам на компакт-дисках в России.

## Об альбоме
Отличительными чертами группы всегда были широкое использование синтезаторов и общее депрессивное настроение музыки — и «Ураган» не стал исключением. Именно здесь группа ближе, чем в каком-либо другом альбоме, подошла к стилю готического рока.
25 июня 1997 года прошла официальная презентация альбома во дворце спорта в Екатеринбурге. По продажам альбом «Ураган» наравне с альбомом «Морская» группы «Мумий Тролль» был главным лидером 1997 года. На две песни из альбома («Два корабля» и «Моряк») сняты видеоклипы.
В 2008 году, в честь своего 20-летия, группа выпустила полное коллекционное переиздание своих альбомов на компакт-дисках, включая и альбом «Ураган». Был проведён ремастеринг аудиозаписи и редизайн «Студией Артемия Лебедева».
В 2014 году, в честь 25-летия группы, компания «Бомба-мьюзик» выпустила «Полное собрание сочинений», тем самым переиздав ограниченным тиражом всю дискографию группы, включая и этот альбом. Производство дисков велось в Германии. Альбомы были напечатаны на 180-граммовом виниле чёрного цвета.
В 2023 году Глеб Самойлов сообщил, что песни «Моряк» и «Опиум для никого» были запрещены к исполнению как «пропаганда наркотиков».

## Список композиций
| Трек | Название               | Длительность | Музыка           | Слова         |
| ---- | ---------------------- | ------------ | ---------------- | ------------- |
| 1    | Два корабля            | 4:30         | Глеб Самойлов    | Глеб Самойлов |
| 2    | Ураган                 | 3:56         | Глеб Самойлов    | Глеб Самойлов |
| 3    | Моряк                  | 3:35         | Александр Козлов | Глеб Самойлов |
| 4    | Поход                  | 3:50         | Глеб Самойлов    | Глеб Самойлов |
| 5    | Грязь                  | 3:36         | Александр Козлов | Глеб Самойлов |
| 6    | Легион                 | 4:34         | Глеб Самойлов    | Глеб Самойлов |
| 7    | Розовый бинт           | 3:47         | Глеб Самойлов    | Глеб Самойлов |
| 8    | Звёздное гестапо       | 3:40         | Глеб Самойлов    | Глеб Самойлов |
| 9    | Аусвайс на небо        | 3:27         | Глеб Самойлов    | Глеб Самойлов |
| 10   | Извращение             | 5:30         | Глеб Самойлов    | Глеб Самойлов |
| 11   | Серое небо             | 3:16         | Глеб Самойлов    | Глеб Самойлов |
| 12   | Корвет уходит в небеса | 4:20         | Глеб Самойлов    | Глеб Самойлов |

### Бонусы переиздания 2008 года
| Трек  | Название                                                        | Длительность |
| ----- | --------------------------------------------------------------- | ------------ |
| Видео | Моряк (Видеоклип, режиссёр А. Лукашевич)                        | 3:27         |
| Видео | Два корабля (live @ СК"Олимпийский", Москва’98)                 | 4:32         |
| Видео | Грязь (Запись с концерта в ДС «Лужники», г. Москва, 22.02.2003) | 3:40         |

## Песни

### Два корабля
Текст песни был написан Глебом Самойловым весной в больничной палате в Москве, где он находился с диагнозом почечная колика. Изначально песня предполагалась позитивной.
Съёмки клипа на песню проходили зимой 1996 года в московском дельфинарии: декорациями был обставлен бассейн, а посреди него стояла платформа, где находились музыканты. Кадр из клипа вынесен на обложку оригинального альбома. В переиздание 2008 года был, однако, включён не видеоклип, а концертное видео.

### Ураган
Песня «Ураган», по словам Глеба Самойлова в различных интервью, является самой важной для него в альбоме и очень личной. Он хотел, чтобы именно на эту песню сняли клип, но этого так и не произошло.

### Моряк
Снятый по сценарию Ренаты Литвиновой клип на песню был запрещён к показу на ОРТ «как негативно влияющий на психику зрителя и не соответствующий имиджу общенационального канала». Тем не менее, песня, так же как и видеоклип на неё, стали хитами.
В съёмках клипа принимали участие Ростислав Хаит и Леонид Барац из Квартета И.

### Грязь
В словах «Ты увидишь, что напрасно называют грязь опасной…» обыграна строчка из популярной советской песни «Увезу тебя я в тундру», исполняемой ВИА «Самоцветы».

### Легион
Слова к песне «Легион» были написаны Глебом Самойловым в далёкой юности во время пребывания в больнице с высокой температурой. Колыхание розовых занавесок напомнило облака, а шаги в коридоре дополнили возникший образ. Так родились строчки «Пляшет небо под ногами, пахнет небо сапогами.»

### Серое небо
Песня является практически ровесницей группы, будучи написанной Глебом Самойловым по окончании школы, и должна была выйти в его единственный сольный альбом «Маленький Фриц».
В одном из интервью музыканты назвали её «посланием от нас тогдашних к нам сегодняшним». На песню был снят фотоклип со старыми архивными фотографиями «Агаты Кристи», который завершает видеоверсию юбилейного концерта «10 лет жизни».
На концертах «Серое небо» исполнялось редко, при этом песню пел Глеб, а Вадим аккомпанировал на рояле. В частности, песня прозвучала на ностальгических концертах в Москве и Санкт-Петербурге в феврале 2015 года.
Существует также иной вариант песни под названием «Ладно», который исполнялся до выхода «Урагана», в том числе на вечере памяти Влада Листьева в 1995 году.

### Корвет уходит в небеса
В интервью журналу «Rolling Stone» (2005 г.) Глеб Самойлов особо выделил песню «Корвет уходит в небеса»:
Наше депрессивное состояние того времени закончилось «Ураганом». «Корвет уходит в небеса» с этого альбома — моя самая любимая наша песня. Неловко говорить, но сейчас, за «бутылкой», когда я достигаю определенной степени опьянения, я беру в руки гитару и пою именно её.

## Участники
- Вадим Самойлов — вокал, гитары, бас-гитара, клавишные
- Глеб Самойлов — вокал, гитары, бас-гитара, клавишные, тексты, музыка
- Александр Козлов — клавишные, синтезаторный бас, музыка

## Технический персонал
- Программирование — Олег Зуев и Вадим Самойлов
- Запись и микс — «Olimpic Studio Moscow», Москва, сентябрь — октябрь 1996 г.
- Мастеринг — SBI-records, ноябрь 1996
- Звукоинженеры — В. Капцов, И. Кузнецов, О. Зуев
- Звукорежиссёр — В. Самойлов
- Ремастеринг — Sunny Swan, 2007 г.
- Дизайн — «Студия Артемия Лебедева», 2007 г.